# La Caume

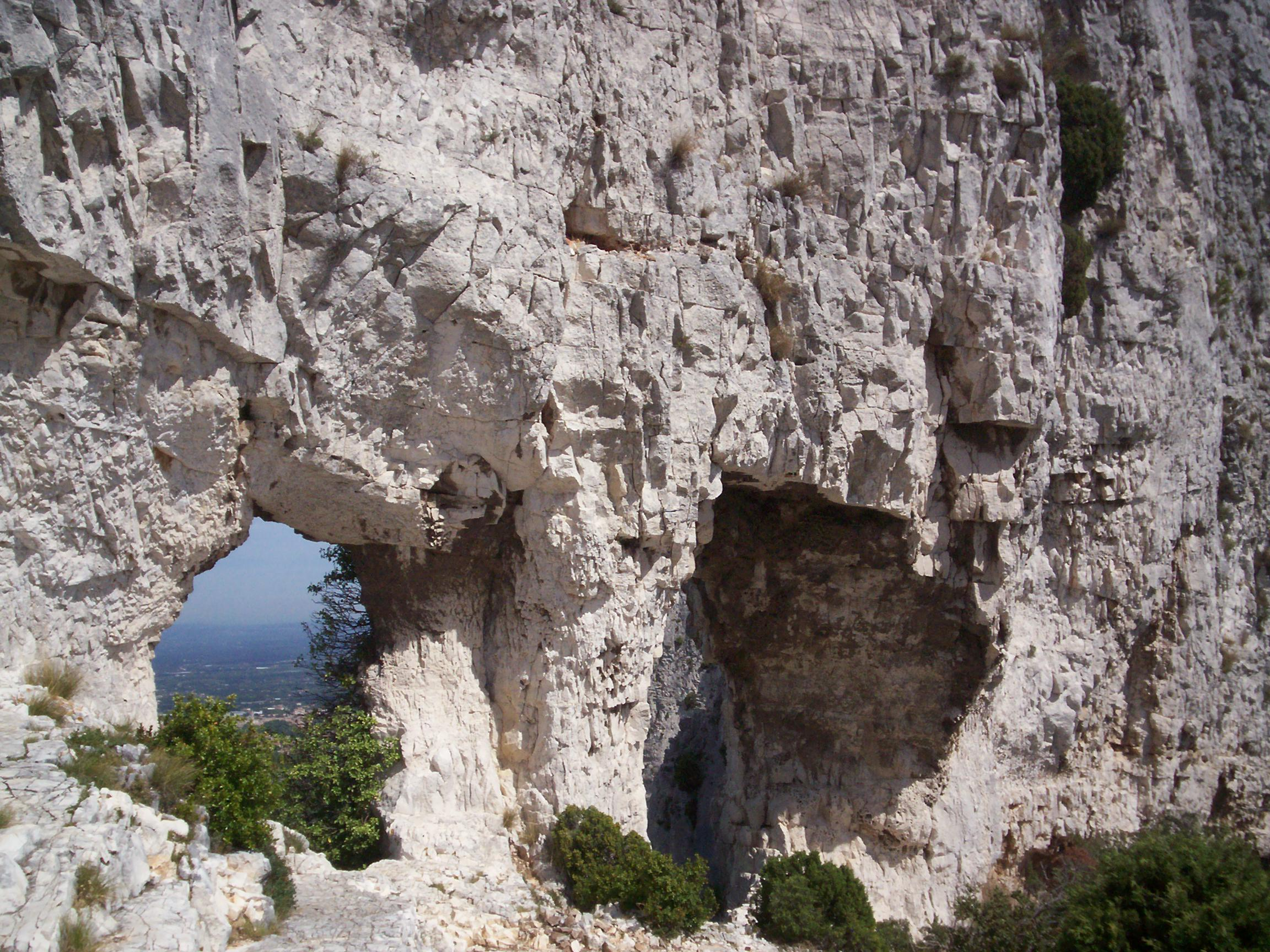
Die Deux Trous

La Caume ist ein Teil der südfranzösischen Bergkette Alpilles. Er liegt auf dem Gebiet der Gemeinde Saint-Rémy-de-Provence und gehört zum Regionalen Naturparks Alpilles. 
Sein Kernstück bildet das Plateau de la Caume. Dessen Gipfel befindet sich auf einer Höhe von 387 Metern. Im Osten des Plateaus befindet sich eine Fernsehantenne. Das gesamte Gebiet ist hauptsächlich von Nadelhölzern bewachsen. Die vorherrschende Gesteinsart ist der Kalkstein. La Caume ist über den Wanderweg GR6 Wanderern zugänglich. Deren Ziel ist meist die markante Felsformation Deux Trous.